# Zenonas Petrauskas
Zenonas Petrauskas, né à Čekiškė, alors en URSS, le 22 juin 1950 et décédé le 18 janvier 2009 à Vilnius, Lituanie, est un juriste, spécialisé en droit international et en droit consulaire, diplomate et homme politique lituanien membre du Parti du travail (DP).
Il a été Vice-ministre des Affaires étrangères de Lituanie.

## Biographie
Ses études secondaires terminées en 1970, il commence des études de droit à la faculté de droit de l'université de Vilnius. Il obtient son diplôme huit ans plus tard, en 1975.
De 1991 jusqu'à septembre 2005, il a été chef du département de droit international et droit européen de la Faculté de droit de l'université de Vilnius. Petrauskas était l'auteur de plusieurs monographies sur le droit diplomatique et consulaire. Il est mort à Vilnius en janvier 2009.

### Famille
Marié, il est père de deux enfants.